# USS LST-124
O USS LST-124 foi um navio de guerra norte-americano da classe LST que operou durante a Segunda Guerra Mundial.